# Incineración

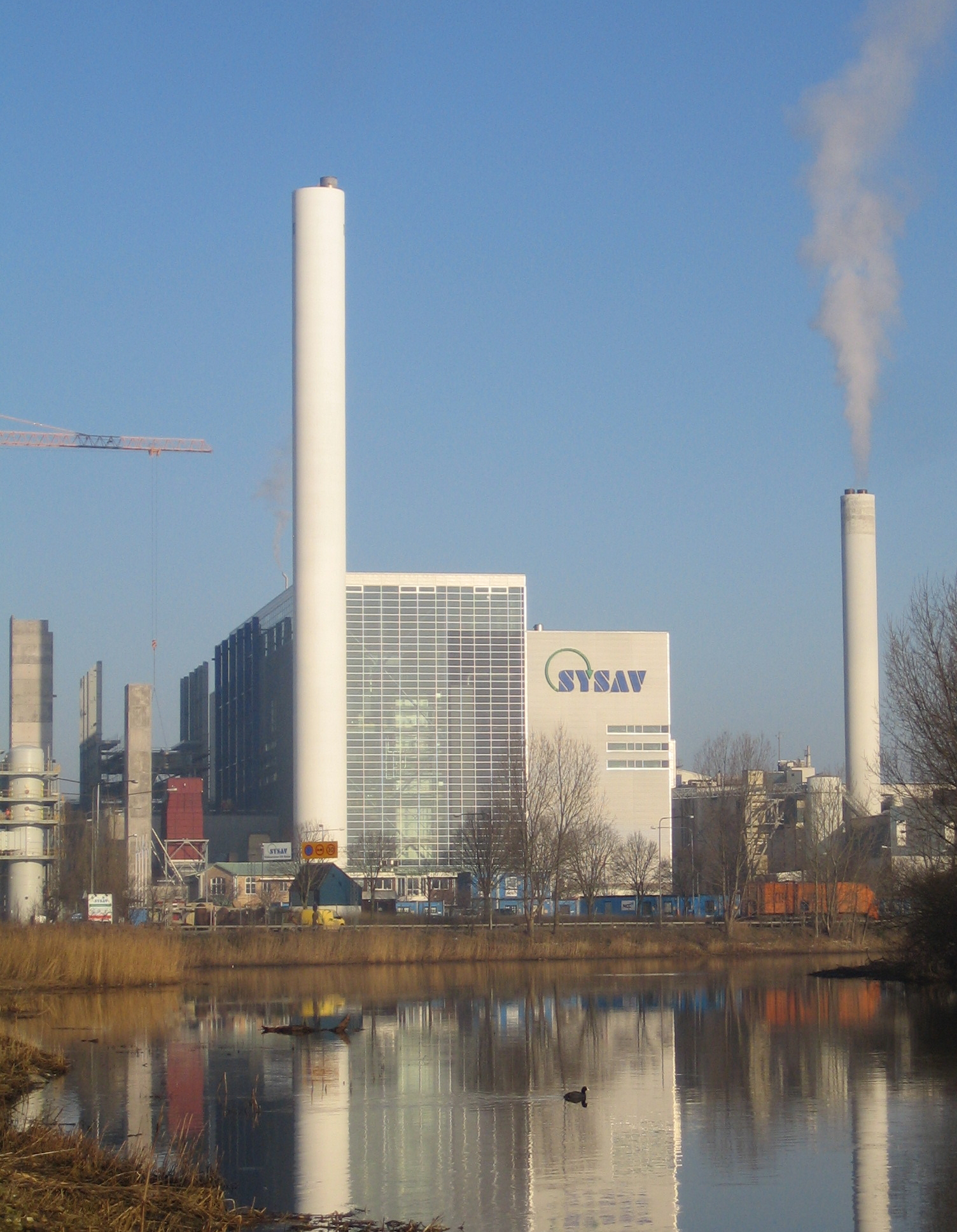
Planta incineradora en Malmö, Suecia.

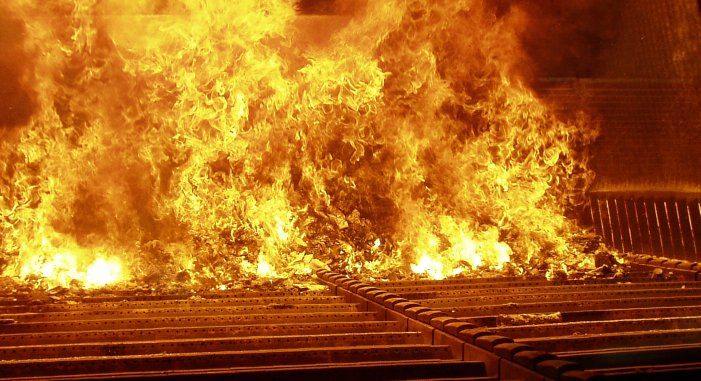
Incineración de basura

En el ámbito del tratamiento de residuos sólidos, incineración se define como la combustión completa de los materiales de desecho hasta su conversión en cenizas. Implica la exposición de dichos materiales a una oxidación completa a temperaturas normalmente por encima de 900 °C. La incineración se utiliza tanto para el tratamiento de residuos sólidos urbanos, como para el tratamiento de residuos tóxicos y peligrosos (industriales, hospitalarios, etc.). Ocasionalmente, también se utiliza para el tratamiento de residuos agrícolas, generalmente para reducir su volumen, pues  para este tipo de desechos en tratamiento más habitual es la trituración y compostaje.  El proceso de incineración de los residuos se lleva a cabo en unos hornos especiales que reciben el nombre de incineradores. Los incineradores de residuos modernos incluyen equipos de mitigación de la contaminación, como la limpieza de gases de combustión y otros sistemas de control de la contaminación del aire. Existen varios tipos de diseño de plantas incineradoras: de parrilla móvil, de parrilla fija, de horno rotatorio y de lecho fluidizado.

## Características de la incineración
Tanto la incineración como otros procesos de tratamiento de basuras a altas temperaturas son descritos como «tratamientos térmicos».  Algunos de los motivos por los que se usa este tratamiento pueden ser la destrucción de información (incineradora de documentos) o la destrucción de productos o compuestos químicos peligrosos (incineradora de residuos sólidos orgánicos). Muchos tipos diferentes de materiales peligrosos pueden ser tratados por incineración, por ejemplo suelos, lodos, líquidos y gases. Sin embargo, hay que tener en cuenta que a pesar de que la incineración destruye muchas de las sustancias químicas nocivas, como solventes, bifenilos policlorados (PCB, por sus siglas en inglés) y plaguicidas, la incineración no destruye los metales, como el plomo, el cromo y otros metales pesados, que quedan en las cenizas o incluso aquellos metales pesados como el mercurio, que forma compuestos volátiles, emitidos a la atmósfera.
La incineración de residuos es una alternativa al empleo de vertederos de residuos, ya que, entre otras ventajas, no requiere de espacios tan amplios a la vez que reduce el volumen de sólidos de forma drástica, rápida y efectiva, evita la emisión de determinados gases como el metano o la infiltración de lixiviados, a la vez que se genera un exceso de energía térmica que puede ser reutilizada para la producción de electricidad.
Idealmente, los residuos que pueden ser incinerados, deben ser materiales de origen orgánico, capaces de arder con una generación de energía de, al menos, 11000 kJ/kg. Esto incluye embalajes de cartón o de derivados del petróleo, así como disolventes y otras sustancias fácilmente incinerables. En algunos casos, sin embargo, es necesario utilizar combustible suplementario, como metano, para favorecer la combustión, sobre todo si los residuos contienen una importante proporción de sustancias poco inflamables, como determinados plásticos organoclorados o sustancias orgánicas con alto contenido en agua. Es por ello que las plantas incineradoras de residuos suelen estar próximas a plantas de tratamiento de residuos por digestión anaerobia con formación de biogás.
Los productos de la combustión son, principalmente cenizas y gases, así como calor, que puede utilizarse para generar energía eléctrica. Algunos de los componentes de los productos de combustión (partículas sólidas o gases) generan un importante impacto ambiental debido a su toxicidad sobre animales y plantas .Debido a estos efectos nocivos sobre la salud, su alto precio económico y su insostenibilidad, la incineración es un método de eliminación de residuos muy controvertido y fuertemente criticado.

## Ventajas e inconvenientes
Este sistema de procesamiento de los residuos presenta una serie de ventajas frente a otras técnicas de tratamiento, como son:
1. Posibilidad de recuperación de energía.
2. Posibilidad de tratamiento de numerosos tipos de residuos.
3. Posibilidad de implantarlo cerca de núcleos urbanos.
4. Es necesaria poca superficie de terreno.
5. Reduce el volumen de los residuos sólidos en un 80 %-85 %.

También presenta una serie de inconvenientes bastante importantes, como son:
1. No elimina totalmente los residuos, por lo que se necesita un vertedero especial para el depósito de cenizas procedentes de la incineración, parte de las cuales son muy tóxicas.
2. Producen gases tóxicos que no deberían generarse o que deben ser tratados, que llevan gases de efecto invernadero y de contaminación atmosférica, encontrándose compuestos denominados toxinas, como los furanos y las dioxinas, que son cancerígenas, gases ácidos (como el ácido sulfhídrico y el dióxido de carbono) y metales pesados.
3. Necesitan un aporte de energía exterior para su funcionamiento.
4. Baja flexibilidad para adaptarse a variaciones estacionales de la generación de residuos.
5. La inversión económica y los costes del tratamiento son elevados (250 millones de euros para una planta de tratamiento de unas 450.000 t/año).[6]
6. Posibilidad de averías, por lo que se necesita un sistema alternativo de tratamiento.
7. Anula la puesta en marcha de políticas encaminadas a la valorización por reducción y reutilización de residuos, por la necesidad de rentabilizar la inversión hecha o simplemente por la generación de externalidades.

## Parámetros a controlar
En primer lugar se deben controlar el tipo de residuos a incinerar. Una mezcla de residuos que no han sido seleccionados previamente (residuo bruto), hace más difícil el control de la combustión, al tratarse de una mezcla heterogénea de materiales y parte de estos pueden ser no combustibles. La destrucción de los contaminantes depende de lo siguiente: 
- Alcanzar la temperatura deseada: Según los contaminantes presentes, la temperatura deseada puede oscilar entre 870 y 1.370 °C.
- El tiempo de calentamiento del desecho en la cámara de combustión: Típicamente, los desechos sólidos se deben calentar durante 30 a 90 minutos, mientras que los desechos líquidos y gaseosos pueden requerir solamente 2 segundos.
- La mezcla del material de desecho: La mezcla contribuye a que todos los desechos se calienten a la temperatura adecuada.

Para conseguir una incineración correcta de los residuos y una minimización de los gases contaminantes, se deben controlar, además del tipo de residuos, los siguientes parámetros:
1. El tiempo de residencia de los residuos en contacto con el oxígeno dentro de la cámara de incineración (tiempo de retención).
2. La relación entre las cantidades de oxígeno y de residuos que se mezclan.
3. La temperatura.

El control de estos tres parámetros es imprescindible para una correcta incineración, y además están relacionados, de modo que si variamos uno, tendremos que variar los otros en su justa medida para no perder la efectividad en la combustión.

## Componentes de los residuos tras la incineración
Los elementos principales que se encuentran en los residuos son carbono, hidrógeno, oxígeno, nitrógeno y azufre; también están presentes en pequeñas cantidades otros elementos como metales, halógenos, etc. Veamos los productos que se obtienen de la incineración en función de cada componente:
| Componentes en el residuo                       | Productos                            |
| ----------------------------------------------- | ------------------------------------ |
| Carbono                                         | Cenizas (s) y Dióxido de carbono (g) |
| Oxígeno                                         | Dióxido de Carbono (g)               |
| Hidrógeno                                       | Vapor de agua                        |
| Halógenos                                       | Ácidos halogenados, Br2, I2 (g)      |
| Azufre                                          | Óxidos de Azufre (g)                 |
| Nitrógeno                                       | Óxidos de nitrógeno (g)              |
| Fósforo                                         | Pentóxidos de difósforo (g)          |
| Metales                                         | Óxidos metálicos (s)                 |
| Metales Alcalinos                               | Hidróxidos (s), "Inquemados" (g)     |
| Partículas en suspensión (material particulado) | PM2,5 PM10                           |

## Reacciones de oxidación
Bajo condiciones ideales, usando solo la cantidad estequiométrica de O2 y que este reaccione solo en su estado elemental, los productos gaseosos derivados de la incineración de residuos estarían constituidos por CO2, H2O, N2 y SO2 en menor cantidad. Las reacciones de combustión (oxidación) que se producirán entre el carbono, el hidrógeno y el azufre contenidos en los residuos y el oxígeno del aire, serían básicamente las siguientes:
{\displaystyle {\ce {C(org) + O2 -> CO2 + calor}}}
{\displaystyle {\ce {4H2(org) + O2 -> 2H2O + calor}}}
{\displaystyle {\ce {S + O2 -> SO2}}}
Pero en la práctica una cantidad estequiométrica de O2 no es suficiente para el proceso de incineración, además el O2 participa en todos sus estados de oxidación (O2.- ,RO. ,ROO., O., HO. ). Esto sumado a que algunos productos de las reacciones de oxidación pueden reaccionar entre sí, nos aleja de las condiciones ideales y crea muchos problemas, en forma de contaminantes, en las plantas incineradoras.

## Contaminantes procedente de la incineración de residuos
La utilización de incineradoras como tratamiento de residuos produce una serie de emisiones gaseosas y de partículas, residuos sólidos (cenizas) y efluentes líquidos nada beneficiosos para el medio ambiente. Veamos estos contaminantes:
- Óxidos de nitrógeno (NOX): Los más importantes son NO y NO2. Los óxidos de nitrógeno son precursores de la formación de ozono (O3) y nitratos de peroxiacilo (NPA), oxidantes fotoquímicos constituyentes del esmog (niebla mezclada con humo y partículas),[7]y contribuyen a la formación de aerosoles nítricos que causan lluvia ácida y niebla.

- Dióxido de azufre (SO2): Se forma por la combustión de materiales que contienen azufre. El S02 es un gas irritante para los ojos, nariz y garganta, y en altas concentraciones puede producir enfermedades o la muerte en personas afectadas de problemas respiratorios. El SO2 es el principal responsable de la producción de lluvia ácida.
- Monóxido de carbono (CO): Se forma cuando la combustión de materiales carbonosos es incompleta. Reacciona con la hemoglobina de la sangre para formar carboxihemoglobina (HbCO), que sustituye a la oxihemoglobina (HbO2) que transfiere el oxígeno a los tejidos vivos. La falta de oxígeno puede causar dolores de cabeza, náuseas e incluso la muerte a concentraciones altas y durante un tiempo elevado.
- Partículas: Se forman por combustión incompleta del combustible y por arrastre físico de los materiales no combustibles. Las emisiones de partículas causan reducciones en la visibilidad y efectos sobre la salud que dependen del tamaño y de la composición de las mismas.
- Metales: Algunos artículos como plásticos, revistas, pilas, etc., contienen elementos metálicos, estos pueden permanecer en las cenizas o ser emitidos por la incineradoras. En concreto, se ha observado la presencia de Cd, Zn, Sb, Ag, In y Sn en los gases de salida, así como también de Hg en menores concentraciones. La posibilidad de que un compuesto metálico se volatilice o bien forme partículas sólidas dependerá de su naturaleza química. En principio se pueden distinguir tres grupos diferentes de metales:

1. Grupo 1: Al, Ba, Be, Ca, Co, Fe, K, Mg, Mn, Si (semimetal), Sr y Ti. Estos elementos poseen elevados puntos de ebullición y, en consecuencia, no se volatilizan en la cámara de combustión de la incineradora. Forman parte de la misma matriz de las cenizas.
2. Grupo 2: As, Cd, Cu, Pb, Zn, Sb y Se (los dos últimos son semimetales), los cuales se volatilizan durante la combustión, pero condensan rápidamente cuando los gases de salida se enfrían, por lo que normalmente se encuentran en la superficie de las cenizas.
3. Grupo 3: Está formado por el Hg que se volatiliza y no condensa, por lo que este elemento tiene más probabilidad de escapar hacia la atmósfera.

La localización de los metales (en la matriz o superficie de las cenizas, o en el efluente gaseoso), depende de su naturaleza química y también de la constitución de los gases de salida. La presencia de óxidos de azufre y de nitrógeno o de cloruro de hidrógeno, puede dar lugar a la formación de compuestos volátiles (sulfatos, nitratos o cloruros metálicos), que alteran la volatilidad de los metales. Debido a la posible toxicidad de los efluentes vertidos durante la incineración, el control que se debe realizar ha de ser exhaustivo.
- Gases ácidos: La incineración de residuos que contienen flúor y cloro genera gases ácidos, como el fluoruro y el cloruro de hidrógeno. Se encuentran cantidades traza de flúor en muchos productos, mientras que el cloro se localiza en los plásticos, sobre todo en el policloruro de vinilo, y en el poliestireno y el polietileno, que suelen llevar aditivos que contienen cloro.
- Dioxinas y furanos: La emisión de compuestos orgánicos de la familia de las dioxinas y furanos (que pueden emitirse en forma gaseosa o adsorbidas sobre las partículas), las dioxinas son unos compuestos orgánicos clorados pertenecientes a la familia de las policlorodibenzodioxinas (PCDD). Su molécula está formada por una estructura de triple anillo en la que dos anillos de benceno están unidos por un par de átomos de oxígeno. Un furano es un miembro de la familia de los policlorodibenzofuranos (PCDF), con una estructura química similar, excepto que los dos anillos de benceno están unidos por un solo átomo de oxígeno. La importancia de las familias PCDD y PCDF de compuestos orgánicos radica en que algunos de sus isómeros se encuentran entre las sustancias más tóxicas que existen. Los PCDD y PCDF son emitidos en bajas concentraciones desde los sistemas de incineración que queman residuos urbanos. Hay algunas evidencias que demuestran que estas sustancias se producen en todos los procesos de combustión. Se han propuesto tres fuentes de dioxinas y furanos en las emisiones procedentes de la incineración de residuos urbanos:

1. Presencia en los residuos.
2. Formación durante la combustión debido a los compuestos aromáticos clorados que actúan de precursores.
3. Formación durante la combustión por la presencia de compuestos hidrocarbonados y cloro.

Una de las causas más probables de la generación de dioxinas y furanos en la incineración es la formación a partir de sus precursores orgánicos en las zonas más frías de la post-combustión, por la acción del cloruro de hidrógeno que se genera durante el proceso. Ello favorece la formación de un agente clorante que, en contacto con los compuestos aromáticos presentes, dan lugar a este tipo de compuestos. El rango de temperaturas en el cual se forman las dioxinas en la superficie de las partículas de ceniza es de 250 a 400 °C, con un máximo a 300 °C. Por esta razón se aconseja que, en las zonas de post-combustión, la temperatura disminuya bruscamente, con el fin de no dar tiempo a la formación de dioxinas. Para evitar la emisión a la atmósfera de las dioxinas que hayan podido formarse durante la incineración se suele inyectar carbón activo en polvo, que es un buen adsorbente de este tipo de compuestos.
- HAP: Los hidrocarburos aromáticos policíclicos son compuestos orgánicos análogos al benceno que contienen anillos aromáticos de seis miembros conectados entre ellos mediante la compartición de un par de C adyacentes, lo cual da lugar a anillos fusionados. Se forman al quemar parcialmente materiales que contienen carbono, por tanto son productos de una mala combustión. Estos compuestos son comunes en la atmósfera de las ciudades y su existencia es preocupante porque muchos son cancerígenos como el benzo[a]pireno o el benzo[a]antraceno.

## Componentes de una planta incineradora de residuos
Vamos a tener distintos tipos de plantas incineradoras según el tipo de residuo que se vaya a tratar en ellas ya sean residuos sólidos urbanos, hospitalarios o industriales. Pero el esquema inicial es el mismo en todos los casos, lo que varían son los tratamientos posteriores de los efluentes gaseosos, los líquidos y las cenizas para eliminar los contaminantes de los que hemos hablado (que varían en cada caso). El esquema básico es el siguiente:
1. Depósito donde se introducen los residuos que se van a tratar.
2. De aquí pasan al horno de combustión donde se introduce la cantidad necesaria de aire.
3. Las cenizas y escorias caen por debajo de un depósito.
4. Los gases van a una cámara de post-combustión de donde salen hacia unos equipos de control de contaminación de aire.
5. De aquí salen los gases limpios y a baja temperatura hacia la atmósfera por la chimenea y las cenizas sólidas que se han formado, son arrastradas por agua hacia otro depósito para su posterior tratamiento.

Las incineradoras de residuos urbanos se pueden diseñar para operar con dos tipos de residuos sólidos como combustible: residuos brutos o residuos ya procesados.
La mayoría de las incineradoras actuales usan un horno rotatorio, para producir una mezcla lo más homogénea posible, construido de material refractario, en el cual se queman los residuos a una temperatura comprendida entre 950 °C y 1.200 °C.
El residuo que queda de la combustión se recoge por la parte inferior del horno, mientras que los gases generados son conducidos a una cámara secundaria de combustión. Esta cámara asegura una mezcla eficiente del aire de combustión con el combustible extra que en ocasiones se añade y también proporciona el tiempo de residencia necesario para homogeneizar el caudal de aire. En la cámara secundaria, que trabaja a unos 1.000 °C, los gases se terminan de quemar. El tiempo de residencia en esta cámara suele ser de unos 2 a 4 segundos. Los gases de salida además de poseer una temperatura baja, deben estar exentos de contaminantes. Para disminuir la generación de contaminantes, es importante controlar los gases de la parte superior del horno, que es donde se producen el CO, los NOx y otros compuestos antes vistos. Los NOx se forman donde hay más exceso de oxígeno y las temperaturas son más elevadas. El CO se genera en las zonas más frías y donde hay defecto de oxígeno.
Para controlar la contaminación atmosférica, la planta incineradora puede incluir, por ejemplo, la inyección de amoníaco en la propia zona de combustión para controlar los óxidos de nitrógeno, una depuradora seca o húmeda (por ejemplo, con lechada de cal) para controlar los óxidos de azufre y un filtro de mangas para separar partículas. Los gases limpios se conducen a la chimenea para salir a la atmósfera. Las escorias procedentes de la combustión caen desde el horno en una tolva de rechazos localizada debajo, para ser gestionadas junto con las cenizas formadas en la cámara de post combustión y las cenizas volantes procedentes del filtro de mangas.